# Строитель (футбольный клуб, Биробиджан)
Строитель — советский футбольный клуб из Биробиджана. Основан не позднее 1968 года.
В 1990-е годы наряду с ещё одним футбольным клубом из Биробиджана — «Энергетиком», прекратил существование. В 2000 году был создан ФК «Биробиджан», стал выступать в первенстве России среди ЛФК.

## Достижения
- Во Второй лиге — 17-е место в зональных турнирах класса «Б» в 1968 год и 1969 годах.
- В Первенстве СССР среди КФК — серебряный призёр зоны «Дальний Восток»: 1987[3]

## Известные игроки
- Рютин, Геннадий Иванович.